# 1744 Гаррієт
1744 Гаррієт (1744 Harriet) — астероїд головного поясу, відкритий 24 вересня 1960 року.
Тіссеранів параметр щодо Юпітера — 3,630.